# 戈里什尼亞維格南卡
49°1′36″N 25°48′24″E / 49.02667°N 25.80667°E
戈里什尼亞維格南卡（烏克蘭語：Горішня Вигнанка），是烏克蘭的村落，位於該國西部捷爾諾波爾州，由喬爾特基夫區負責管轄，始建於1939年，面積1.95平方公里，2001年人口1,202，人口密度每平方公里616.4人。